# Jaden Smith
Jaden Christopher Syre Smith (Malibu, 8 de julho de 1998) é um rapper, ator, cantor e compositor norte-americano.

## Biografia
É filho do ator e rapper Will Smith e da atriz e cantora Jada Pinkett Smith. É irmão de Willow Smith e meio-irmão de Trey Smith.
Jaden fez sua estreia no cinema em 2006, no filme À Procura da Felicidade, no papel de Christopher, filho de Chris Gardner, personagem interpretado por seu pai Will Smith.
Na festa de premiação do Óscar em 2007, Jaden entregou o prêmio de melhor ator. Will Smith ganhou o prêmio de Melhor Performance Estreante no MTV Movie Awards 2008, por sua atuação em Eu Sou a Lenda.
No ano de 2008, Jaden estrelou como Jacob Benson no filme O Dia em que a Terra Parou, de ficção científica, ao lado de Keanu Reeves e Jennifer Connelly. Em 2010 protagonizou The Karate Kid, um remake do clássico The Karate Kid, de 1984. Jaden interpretou Dre Parker e atuou ao lado de Jackie Chan. Para o longa, ele gravou a canção "Never Say Never" ao lado do cantor Justin Bieber.
Em 2012, Jaden embarcou na carreira musical lançando a mixtape de estreia The Cool Cafe: Cool Tape: Vol. 1. Sendo uma das faixas mais famosas, "Find You Somewhere", uma parceria com seus irmãos Trey Smith e Willow.
Em 2014, lançou o Cool Tape Vol. 2 também conhecido como CTV2, com seu rap mais maduro. O álbum teve o hit "PCH" com participação da sua irmã Willow.
Jaden lançou seu álbum de estreia em 2017, denominado Syre, seu nome do meio. O primeiro single, "Fallen", foi lançado em 2016, tendo o suporte de seu ídolo Kid Cudi. "Icon" é a música mais popular do álbum, com milhões de reproduções no Spotify e visualizações no YouTube. Em 2018, "Icon" recebeu o Certificado de Ouro da The Recording Industry Association of America.
Ainda em 2018, Jaden lançou "The Sunset Tapes: A Cool Tape Story", a pedido de seus fãs. O EP não é uma continuação do projeto CTV1 e CTV2, e sim um spin-off.
Jaden lançou o álbum Erys em 2019, com o personagem que é o oposto de Syre. O cantor trouxe um disco mais trap, com participação de nomes como sua irmã Willow, Kid Cudi, ASAP Rocky, Tyler, the Creator e outros.
Em 2020 Jaden lançou o álbum CTV3, um prelúdio que conta a história antes de Syre. Volta a quando ele tinha 15 anos até ele completar 17 anos, além de explicar como Syre morreu no pôr do sol.

## Filmografia

### Cinema
| Ano  | Título                        | Papel        |
| ---- | ----------------------------- | ------------ |
| 2006 | The Pursuit of Happyness      | Christopher  |
| 2008 | The Day the Earth Stood Still | Jacob Benson |
| 2010 | The Karate Kid                | Dre Parker   |
| 2013 | After Earth                   | Kitai Raige  |
| 2018 | Skate Kitchen                 | Devon        |
| 2020 | Impractical Jokers: The Movie | Ele mesmo    |
| 2020 | Life in a Year                | Daryn        |
| 2022 | Entergalactic                 | Jordan       |

### Televisão
| Ano       | Título                               | Papel                   | Notas                                  |
| --------- | ------------------------------------ | ----------------------- | -------------------------------------- |
| 2003–2006 | All of Us                            | Reggie                  | 6 episódios                            |
| 2008      | The Suite Life of Zack & Cody        | Travis                  | Episódio: "Romancing the Phone"        |
| 2016–2017 | The Get Down                         | Marcus 'Dizzee' Kipling | 11 episódios                           |
| 2016      | Brothers in Atlanta                  | Curtis                  | Telefilme                              |
| 2017–2018 | Neo Yokio                            | Kaz Kaan                | 7 episódios                            |
| 2022      | The Proud Family: Louder and Prouder | Myron da Faculdade      | Episódio: "When You Wish Upon a Roker" |

## Prêmios e indicações
| Ano  | Premiação              | Categoria                                                              | Título                     | Resultado |
| ---- | ---------------------- | ---------------------------------------------------------------------- | -------------------------- | --------- |
| 2006 | PFCS Awards            | Melhor Performance Jovem em Papel Principal ou Coadjuvante - Masculino | The Pursuit of Happyness   | Venceu    |
| 2007 | Teen Choice Awards     | Escolha de Filme: Estreante Masculino                                  | The Pursuit of Happyness   | Indicado  |
| 2007 | Teen Choice Awards     | Escolha de Filme: Química                                              | The Pursuit of Happyness   | Venceu    |
| 2007 | MTV Movie Awards       | Performance Estreante                                                  | The Pursuit of Happyness   | Venceu    |
| 2007 | NAACP Image Awards     | Ator Coadjuvante Marcante em Filme                                     | The Pursuit of Happyness   | Indicado  |
| 2007 | Critics' Choice Awards | Melhor Ator Jovem                                                      | The Pursuit of Happyness   | Indicado  |
| 2007 | Black Reel Awards      | Melhor Performance Estreante                                           | The Pursuit of Happyness   | Indicado  |
| 2009 | Saturn Awards          | Melhor Performance de Jovem Ator                                       | O Dia em que a Terra Parou | Venceu    |
| 2011 | Kids Choice Awards     | Melhor Filme                                                           | The Karate Kid             | Venceu    |
| 2011 | BET Awards             | Melhor Jovem Estrela                                                   | Ele mesmo                  | Venceu    |
| 2014 | Razzie Award           | Pior Ator                                                              | Depois da Terra            | Venceu    |